# The Black Angels
I Black Angels sono un gruppo rock neopsichedelico statunitense originario di Austin nel Texas. Il loro nome deriva dal brano dei Velvet Underground The Black Angel's Death Song.
Hanno pubblicato sei album in studio, un album compilation e quattro EP per le etichette Light In The Attic Records e Blue Horizon Records.
Il loro stile si ispira ai gruppi storici del rock psichedelico degli anni sessanta, dai Velvet Underground ai 13th Floor Elevators passando per i Doors con momenti hard rock ed accenni alla neopsichedelia degli anni ottanta tipica della scena Madchester.

## Storia
Nati nel maggio del 2004, i Black Angels devono il loro nome alla canzone dei Velvet Underground "The Black's Angel's Death Song".
Nel 2005 i Black Angels hanno pubblicato un doppio album di musica psichedelica chiamato Psychedelica Vol. 1 attraverso la Northern Star Records. Grazie anche alla crescente popolarità della loro pagina su MySpace, ottennero un grande successo nella scena underground.

### PassoverandDirections to See a Ghost(2006–2009)
L'album di debutto del gruppo, Passover, è stato ben accettato nella comunità del rock underground indipendente ed è caratterizzato da toni scuri e dal contenuto lirico. Una recensione di Passover li descrive come se "camminassero nelle ombre proiettate dalla mente spiritualizzata di Jason Pierce", evocando le reminiscenze della marcia funebre dei 13th Floor Elevators. Nei testi di copertina del CD, Passover include una citazione di Edvard Munch: "malattia, insanità e morte sono gli angeli oscuri che continuano a vegliare sulla mia culla e accompagnano la mia vita." La band è apparsa nella colonna sonora del film del 2007 di Kevin Bacon, Death Sentence, nel secondo episodio della serie Fringe e nel nono episodio di Californication.
Hanno pubblicato il loro secondo album Directions to See a Ghost nel 2008. Le canzoni dell'album sono presenti anche nel documentation Manson della History's Channel 2009.
Il venerdì 5 agosto 2007 suonarono al Lollapalooza di Chicago. Tra gli altri eventi, suonarono anche al SXSW del 2006 e del 2008, e al All Tomorrow's Parties nel 2008. I gruppi con cui hanno partecipato in tour includono la band blues rock The Black Keys, Black Rebel Motorcycle Club, Warlocks, Roky Erickson, The Brian Jonestown Massacre, Queens of the Stone Age, The Raveonettes, Wolfmother, and The Horrors.
Tra il 28 ottobre e il 2 novembre 2008, la band si è esibita come gruppo spalla di Roky Erickson in un tour della West Coast. La band ha partecipato al debutto di Where Did the Night Fall degli Unkle nel maggio del 2010, collaborando alla canzone "Natural Selection".

## Formazione

### Attuali
- Stephanie Bailey — batteria, percussioni, basso
- Christian Bland — chitarra, voce, basso, drums
- Kyle Hunt — tastiera, percussioni, basso e chitarra
- Alex Maas — voce, basso, chitarra e percussioni

### Live
- Jake Garcia - chitarra, basso, voce

### Precedenti
- Todd Keller — chitarra
- Rishi Dhir — chitarra, basso, sitar
- Jennifer Raines — drone machine, tastiere e percussioni
- Nate Ryan — basso, chitarra e percussioni

## Discografia

### Album
| Anno | Titolo                    | Etichetta                  | Massima posizione raggiunta in classifica | Massima posizione raggiunta in classifica |
| Anno | Titolo                    | Etichetta                  | US                                        | FR                                        |
| ---- | ------------------------- | -------------------------- | ----------------------------------------- | ----------------------------------------- |
| 2006 | Passover                  | Light in the Attic Records | -                                         | -                                         |
| 2008 | Directions to See a Ghost | Light in the Attic Records | -                                         | 108                                       |
| 2010 | Phosphene Dream           | Blue Horizon Ventures      | 52                                        | 52                                        |
| 2013 | Indigo Meadow             | Blue Horizon Ventures      | -                                         | -                                         |
| 2017 | Death Song                | Partisan Records           | 94                                        | 92                                        |
| 2022 | Wilderness Of Mirrors     | Partisan Records           |                                           |                                           |

### Compilation
- Another Nice Pair (Light in the Attic Records, compilation dei primi due EPs, 2011)

### EPs
- The Black Angels (Light in the Attic Records, 2005 EP)
- Black Angel Exit (Light in the Attic Records, 2008 EP)
- Phosgene Nightmare (Blue Horizon, 2011 EP)
- Clear Lake Forest (Blue Horizon, 2014 EP)

### Singoli
- "The First Vietnamese War" b/w "Nine Years" (21 agosto 2006)
- "Better Off Alone" b/w "Yesterday Always Knows" (28 maggio 2007)
- "Doves" b/w "Drone in G# Major" (20 maggio 2008)
- "Telephone" (3 agosto 2010)
- "Watch Out Boy" b/w "I'd Rather Be Lonely" (21 aprile 2012)
- "Don't Play With Guns" (22 gennaio 2013)

### Colonne Sonore
- "Alan Wake" - (videogame) (Young Men Dead)
- "The Art of Flight" - (2011 Snowboarding Documentary) (Young Men Dead)
- "Need for Speed: The Run" - (videogame) (Better Off Alone)
- "Spec Ops: The Line" - (videogame) (The First Vietnamese War)
- "Spec Ops: The Line" - (videogame) (Bad Vibrations)
- "Natural Selection" da "Where Did the Night Fall" - With UNKLE (2010)
- "With You In My Head" - da "The Twilight Saga: Eclipse (colonna sonora)" - With "UNKLE" (2010)
- "Death Sentence" - (2007 Film di James Wan) (Prodigal son, Young Men Dead)
- "The Limits of Control" - (2009 Film di Focus Features) (You on the Run)
- "Thanatomorphose" - (2012 Film di Éric Falardeau) (Manipulation and You in Color)
- "Longmire" 2013 - (Serie TV, s02ep02) (Science Killer)
- "Alamo Drafthouse Cinema|Alamo Drafthouse" - Montage - (Maggio 2013) (War on Holiday)
- "Grand Theft Auto V" - (videogame) (Black Grease)[6]
- "True Detective" - (serie TV), (2014, HBO Series, Episode 1, "The Long Bright Dark") (Young Men Dead)
- "Fringe" - (Serie TV) (Young Men Dead)
- "Movement - The Link" - (BMX Film) (Young Dead Men)
- "True Detective 2" - (serie TV), (2015, HBO Series, Episode 6) (Black Grease)
- "Assassin's Creed" - (Film 2017 di Justin Kurzel) (Entrance Song)